# Transcarga International Airways
Transcarga International Airways C.A. ist eine venezolanische Frachtfluggesellschaft, die besonders im lokalen Charter-Geschäft aktiv ist.

## Geschichte
Transcarga International Airways wurde am 21. Oktober 1998 gegründet. Der erste Flug erfolgte im November 2001. Größter Anteilseigner ist der Gründer und frühere KLM-Pilot Julio Marquez Biaggi.
Im Jahr 2002 erhielt die Airline die Genehmigung, Charterflüge in die USA durchzuführen. Seitdem fliegt sie regelmäßig als Subcharter für andere Logistikdienstleister, zum Beispiel DHL oder FedEx.
Hauptsächlich transportiert Transcarga zeitkritische Güter wie Obst oder Post.
Im Jahr 2020 wurde eine panamaische Tochterfirma, Cargo Three, gegründet. Diese Tochterfirma hat bereits einen Airbus A300 übernommen. Ein weiterer ist in Planung. Damit betreibt die Firmengruppe dann vier A300B4.

## Flotte
| Typ            | Anzahl |
| -------------- | ------ |
| Airbus A300-B4 | 4      |
| Piper PA-31    | 2      |
| Total          | 6      |

### Aktuelle Sonderbemalungen
| Flugzeugtyp    | Luftfahrzeugkennzeichen | Bemalung | Zeitraum      | Bild |
| -------------- | ----------------------- | -------- | ------------- | ---- |
| Airbus A300-B4 | YV562T                  | „Retro“  | seit Mai 2015 |      |

### Ehemalige Flugzeugtypen
- Embraer EMB 120